# Crassula arborescens
Товстолист деревоподібний (Crassula arborescens) — вид рослин родини товстолисті.

## Назва
В англійській мові називають «срібним нефритом» (англ. silver jade plant), «грошовим деревом» (англ. money tree).

## Будова
Має сукулентне стебло, що галузиться, має до 12,5 см в діаметрі та до 4 м висоти. На старих особинах з'являється кора. Циліндричні гілки вкриті сіро-зеленими овальними листками до 7,5 см з пурпуровим краєм та заокругленим кінчиком. Старі листки опадають. Сірі квіти з'являються на квітконіжках, мають по 5 пелюсток, що рожевіють до країв.

## Поширення та середовище існування
Зростає у Південній Африці на кам'янистому ґрунті.

## Практичне використання
Вирощують в садках та як кімнатну рослину.
Коріння Crassula arborescens subsp. arborescens їдять в Есватініі під назвою «umchobozovithi».

## Галерея

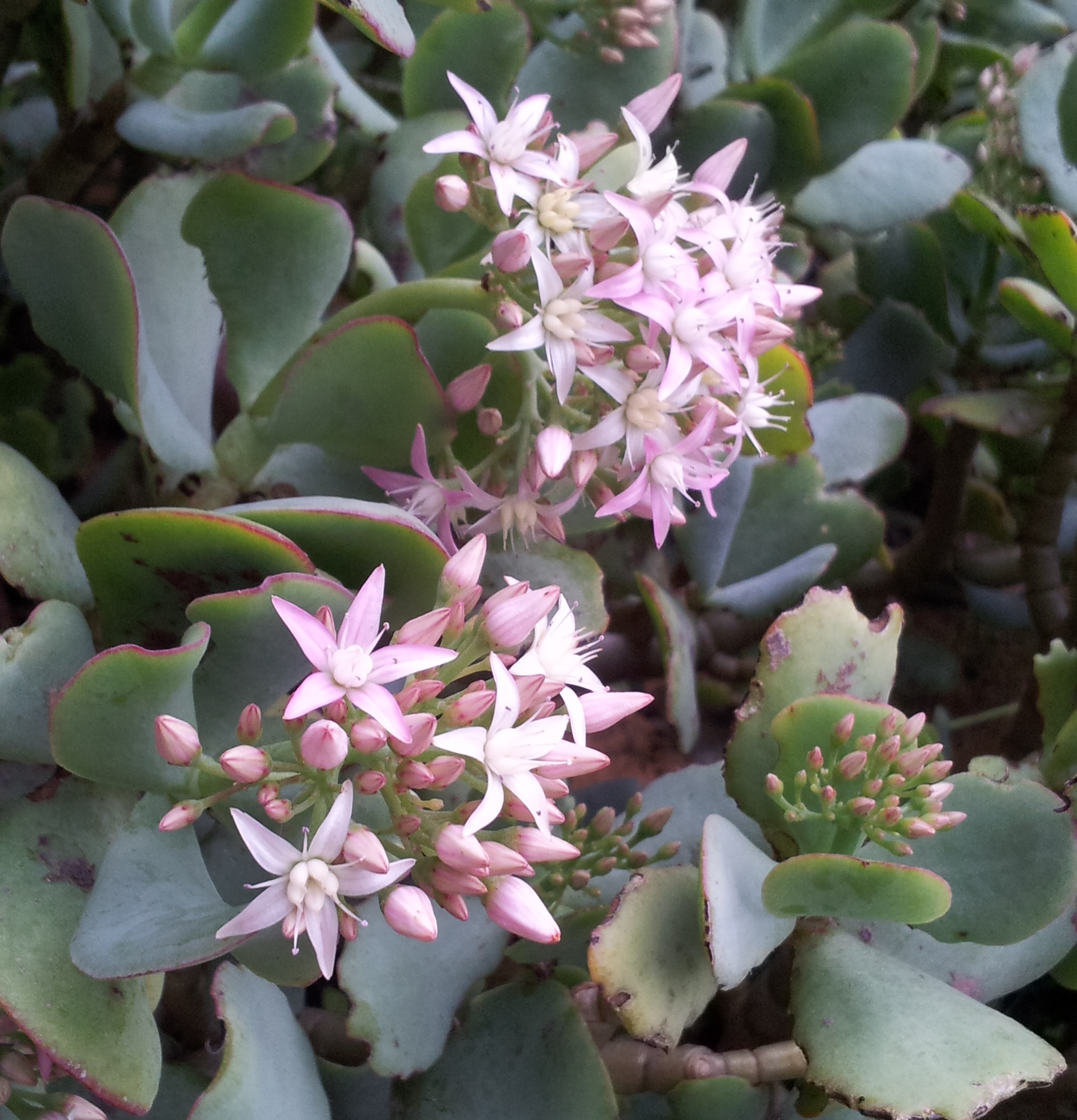
Квіти
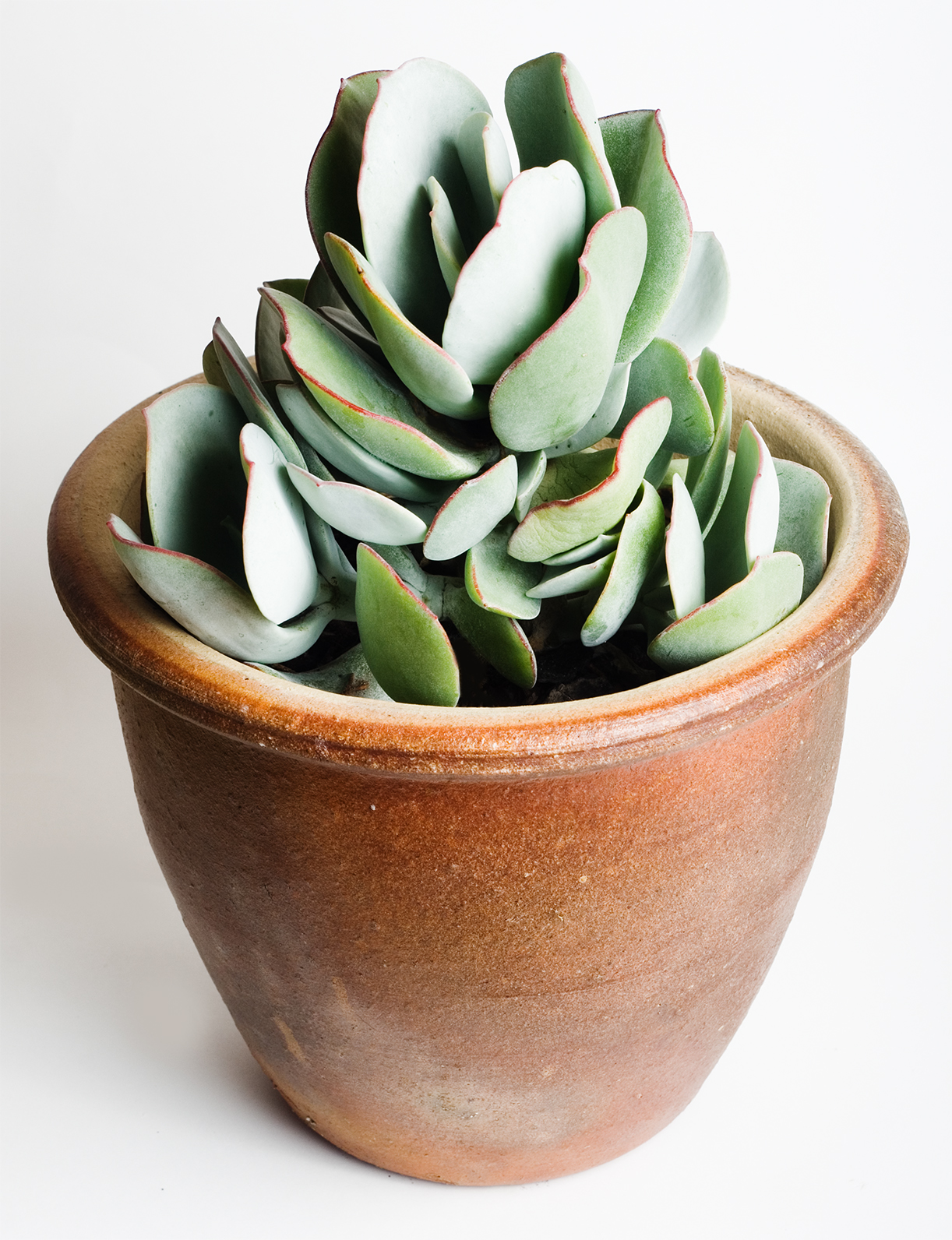
Як кімнатна рослина
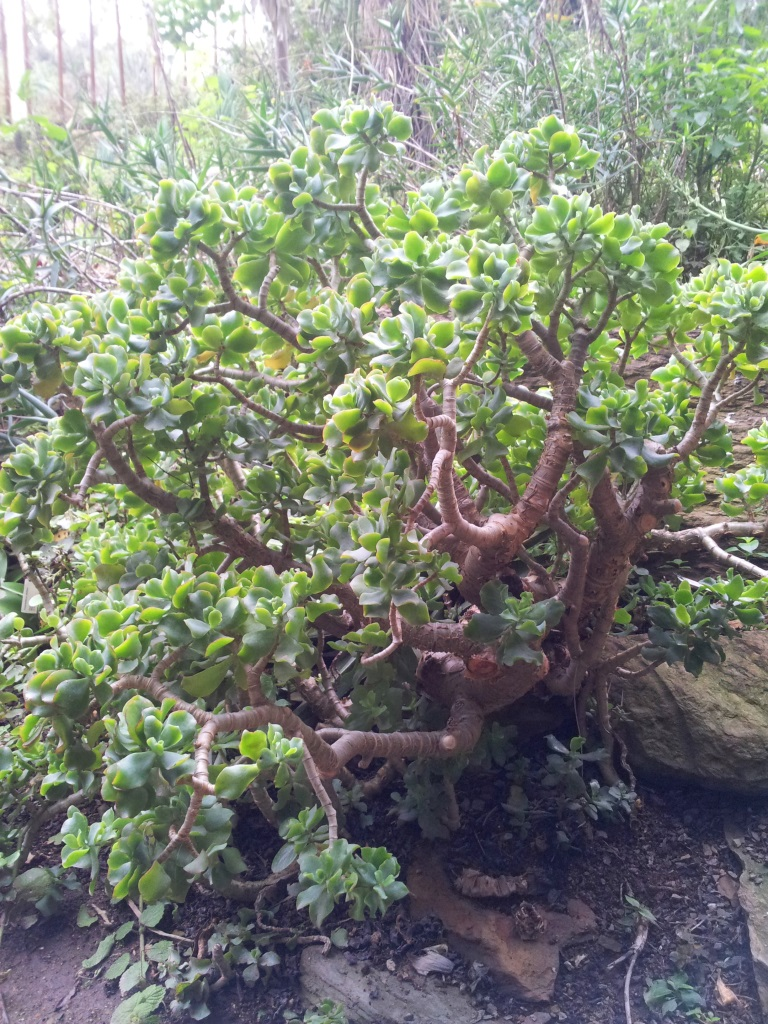
Доросла особина